# Bohuslav Albert

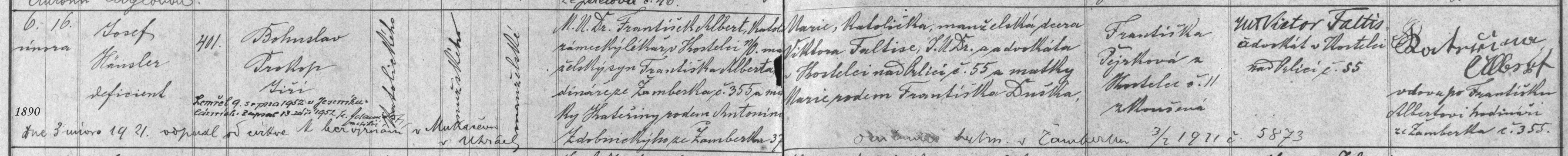
matriční zápis o narození a křtu Bohuslava Alberta (matrika N 1888-1902 Kostelec nad Orlicí (SOA Zámrsk))

Bohuslav Albert (6. února 1890, Kostelec nad Orlicí – 9. srpna 1952, Lázně Jeseník) byl český chirurg, první ředitel Baťovy nemocnice ve Zlíně.

## Rodina
Otec Bohuslava, František Albert, byl praktickým lékařem v Kostelci nad Orlicí, k jeho zájmům patřily přírodní vědy, matematika a filozofie. Věnoval se rovněž básnické tvorbě a literárním překladům. František byl nejmladším bratrem slavného chirurga dr. Eduarda Alberta, přednosty chirurgické kliniky univerzitní nemocnice ve Vídni. Eduard Albert tedy byl Bohuslavovým strýcem.

## Život
Bohuslav Albert chodil od primy do kvinty (1901–1905) na gymnázium v Hradci Králové. Poté se rozhodl pro studium medicíny v Praze. Na lékařské fakultě promoval v roce 1914. Již jako medik získal roku 1912 zkušenosti z lékařské práce na srbské frontě balkánské války, kde pracoval pod vedením profesora Rudolfa Jedličky. Byl fascinován vynikající organizací práce, profesor Jedlička se stal jeho celoživotním vzorem.
Dalším silným prožitkem jeho profesního života bylo působení během 1. světové války. Byl šokován byrokracií rakouských vojenských úřadů, která způsobovala zmatky. Posílilo to jeho přesvědčení, že pro zdravotnictví je nejdůležitější dokonalá organizace. Od roku 1917 již pracoval v týlu u profesora Václava Rubešky.
V závěru války byl Bohuslav Albert vyznamenán českým Válečným křížem. Když válka skončila a vzniklo Československo, byl poslán na Slovensko, a 23. října 1919 byl jmenován primářem a ředitelem státní nemocnice v Mukačevě na Podkarpatské Rusi. V obtížných podmínkách, kde vládla velká bída a šířily se epidemie nemocí, se mu díky vytrvalé a koncepční práci nakonec podařilo fungování nemocnice významně zlepšit. V Mukačevu působil osm let.

### Ředitelem Baťovy nemocnice
Roku 1927 si Bohuslava Alberta s přihlédnutím k tomu, co dokázal v Mukačevu, vybral jako ředitele plánované zlínské nemocnice podnikatel Tomáš Baťa. Spolu s akademickým architektem Františkem L. Gahurou navrhl Albert plán nemocnice. Měl o ní svou představu, několikrát se ostře postavil i Baťovi.
Ačkoli se po první dva měsíce nemocnice ještě nestavěla, byl za svou funkci již placen. Poté přišel za Baťou a řekl mu, že buď se stavět začne, nebo odchází. Baťa argumentoval tím, že Albert je přece placen, jako by nemocnice fungovala. „Plat pro mne nemá ceny, když při tom zahálím, potřebuji být stále ve cviku, potřebuji léčit, operovat, studovat nové případy onemocnění a nové způsoby léčení v praxi,“ řekl na to Albert. Prvního pacienta nemocnice přijala 21. listopadu 1927. Díky svému vybavení, organizaci a výsledkům byla brzy pokládána za jednu z nejlepších v Československu i ve střední Evropě.
Před začátkem 2. světové války zorganizoval Albert spěšnou emigraci několika židovských lékařů Baťovy nemocnice. Studentům medicíny, kterým v roce 1939 před promocí uzavřeli vysoké školy, umožnil na vlastní zodpovědnost pracovat ve zlínské nemocnici, čímž předešel jejich totálnímu nasazení.
Dne 1. července 1942 musel dr. Albert na nátlak okupantů odejít na nucenou dovolenou. Začal pracovat jako praktický lékař v Liticích nad Orlicí.
Během Slovenského národního povstání v roce 1944 byl dr. Albert držen na gestapu v Hradci Králové jako rukojmí. Po válce se již nemohl vrátit do Baťovy nemocnice, v níž pracoval 18 let. Odstěhoval se proto do Prahy. Působil na Univerzitě Karlově, kde zavedl obor nemocniční organizace. Habilitoval se v oboru nemocničního ústavnictví. V letech 1948–1949 stál v čele prezídia ministerstva zdravotnictví a následně byl jmenován profesorem. Od roku 1949 trpěl vážnou nemocí. Zůstal však přesto konzultantem Červeného kříže a členem zdravotnické subkomise Zemského národního výboru. V roce 1951 onemocněl zhoubným národem plic. Zemřel ve věku 62 let v Lázních Jeseník.

## Dílo
- ALBERT, Bohuslav: Čtyři roky práce v Baťově nemocnici, Zlín, 1931

## Ocenění
- Řád svatého Sávy, udělen srbským králem Petrem I.
- Český válečný kříž s divizní pochvalou